# Avaniapuram
Avaniapuram è una suddivisione dell'India, classificata come town panchayat, di 51.587 abitanti, situata nel distretto di Madurai, nello stato federato del Tamil Nadu. In base al numero di abitanti la città rientra nella classe II (da 50.000 a 99.999 persone).

## Geografia fisica
La città è situata a 09° 51' 37 N e 78° 06' 37 E.

## Società

### Evoluzione demografica
Al censimento del 2001 la popolazione di Avaniapuram assommava a 51.587 persone, delle quali 26.391 maschi e 25.196 femmine. I bambini di età inferiore o uguale ai sei anni assommavano a 5.750, dei quali 2.952 maschi e 2.798 femmine. Infine, coloro che erano in grado di saper almeno leggere e scrivere erano 38.441, dei quali 21.207 maschi e 17.234 femmine.